# Eigil Ramsfjell
Eigil Ramsfjell (Oslo, 17 marzo 1955) è un ex giocatore di curling norvegese.

## Biografia
Partecipò ai XV Giochi olimpici invernali edizione disputata a Calgary  (Canada) nel 1988, riuscendo ad ottenere la prima posizione nella squadra norvegese con i connazionali Gunnar Meland, Sjur Loen, Morten Søgaard e Bo Bakke. Vinse una medaglia di bronzo nel Curling all'edizione degli XVIII Giochi olimpici invernali.
Nell'edizione la nazionale svizzera si classificò seconda la canadese terza. La competizione ebbe lo status di sport dimostrativo.